# Ignace François Albrecht
Pour les articles homonymes, voir Albrecht.
Ignace François Albrecht est un homme politique français né le 8 février 1810 à Sand, canton de Benfeld (Bas-Rhin), fils de Louis, meunier à Sand, et de Marie Thérèse Ehrhart, et décédé le 22 mai 1884 à Sélestat (Bas-Rhin).
Maire de Sélestat, il est élu représentant du Bas-Rhin le 8 février 1871. Il démissionne le 1er mars 1871 pour protester contre l'annexion de l'Alsace-Moselle.

## Sources
1. ↑  Sand, 1810, 22h, acte sans numéro, 4E433/1, Adeloch p. 2/5
2. ↑  Sélestat, D, 1884, acte n°136, 4E462/93, Adeloch p. 69/148